# Olympische Winterspiele 1994/Teilnehmer (Chile)
| Gelbes Symbol für Goldmedaillen mit stilisierten Olympischen Ringen | Graues Symbol für Silbermedaillen mit stilisierten Olympischen Ringen | Braundes Symbol für Bronzemedaillen mit stilisierten Olympischen Ringen |
| ------------------------------------------------------------------- | --------------------------------------------------------------------- | ----------------------------------------------------------------------- |
| —                                                                   | —                                                                     | —                                                                       |

Chile nahm an den Olympischen Winterspielen 1994 im norwegischen Lillehammer mit einer Delegation von drei männlichen Athleten teil.

## Teilnehmer nach Sportarten

### Ski Alpin
| Athleten         | Wettbewerbe        | 1. Lauf     | 1. Lauf | 2. Lauf     | 2. Lauf | Gesamt      | Gesamt |
| Athleten         | Wettbewerbe        | Zeit        | Rang    | Zeit        | Rang    | Zeit        | Rang   |
| ---------------- | ------------------ | ----------- | ------- | ----------- | ------- | ----------- | ------ |
| Männer           |                    |             |         |             |         |             |        |
| Nils Linneberg   | Abfahrt            | –           | –       | –           | –       | 1:49,80 min | 42     |
| Nils Linneberg   | Alpine Kombination | 1:40,84 min | 35      | DQ          | DQ      | DQ          | DQ     |
| Nils Linneberg   | Super-G            | DNF         | DNF     | DNF         | DNF     | DNF         | DNF    |
| Diego Margozzini | Abfahrt            | –           | –       | –           | –       | 1:55,32 min | 49     |
| Diego Margozzini | Alpine Kombination | 1:45,07 min | 51      | 1:57,32 min | 31      | 3:42,39 min | 32     |
| Alexis Racloz    | Alpine Kombination | 1:45,67 min | 53      | DNF         | DNF     | DNF         | DNF    |
| Alexis Racloz    | Super-G            | –           | –       | –           | –       | 1:41,12 min | 47     |